# Stazione di Gisingen
La stazione di Gisingen (in tedesco Bahnhof Gisingen) è una fermata ferroviaria a servizio della località di Gisingen, nel comune austriaco di Feldkirch, sulla linea Feldkirch-Buchs.

## Storia
La fermata fu attivata il 24 ottobre 1872, in occasione dell'apertura della ferrovia Feldkirch-Buchs.

## Strutture e impianti
La fermata dispone di un binario servito da marciapiede per il servizio viaggiatori. Essa è dotata di una pensilina.

## Movimento
La fermata è servita da 17 treni regionali al giorno, nei giorni lavorativi, sulla relazione Buchs SG - Feldkirch (6 per Buchs SG e 11 per Feldkirch), ovvero sulla linea S2 della S-Bahn del Vorarlberg.

## Servizi
Sono presenti piccoli parcheggi di interscambio per automobili e biciclette.

## Interscambi
- Fermata autobus (Gisingen (Feldkirch) Haltestellenweg)[5]